# Hanns Dorfner
Hanns Dorfner (* 28. Juni 1942 in Rotthalmünster) ist ein deutscher Kommunalpolitiker (CSU).

## Leben
Dorfner wurde 1972 zum Bürgermeister der Gemeinde Kirchham gewählt. Ab 1984 war er stellvertretender Landrat und von 1990 bis 2008 Landrat des Landkreises Passau.

## Ehrungen
- 1991: Kommunale Verdienstmedaille des Freistaates Bayern
- 1995: Verdienstkreuz am Bande der Bundesrepublik Deutschland
- 1996: Goldenes Verdienstzeichen des Landes Oberösterreich
- 2004: Bayerischer Verdienstorden
- 2007: Ehrenbürger der Gemeinde Kirchham
- 2007: Päpstlicher Silvesterorden
- 2008: Ehrenbürger der Universität Passau
- 2008: Landkreismünze in Gold
- 2008: Ehrenring des Landkreises Passau
- Ehrenvorsitzender des BRK-Kreisverbands
- 2010: Kulturpreis des Landkreises Passau